# De Permanensje

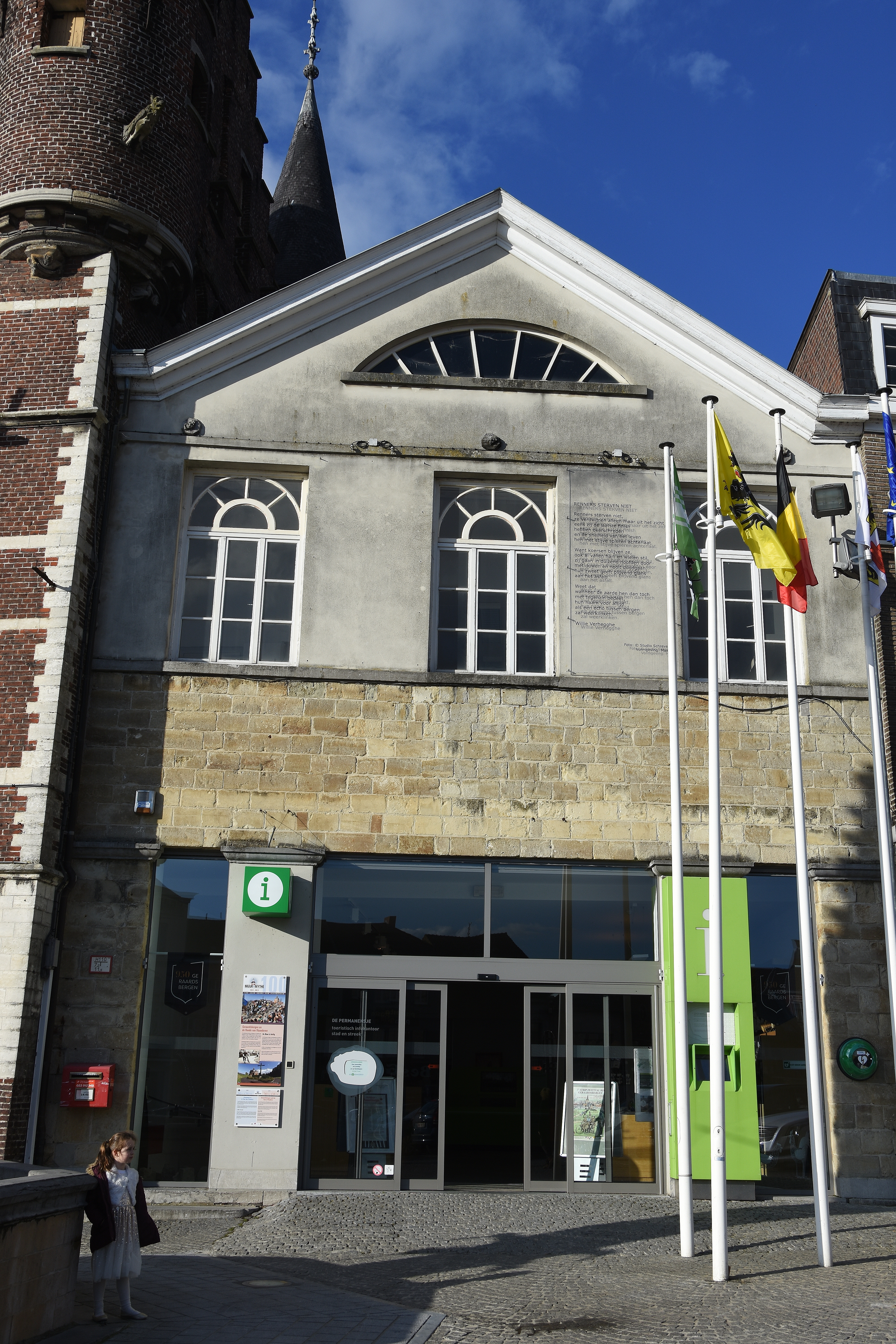
De Permanensje

De Permanensje (de Permanentie) is een gebouw op de Markt in de Belgische stad Geraardsbergen (naast het stadhuis van Geraardsbergen) waarin een audiovisueel streekbezoekerscentrum van de Vlaamse Ardennen is ondergebracht. De Muur van Geraardsbergen, de mattentaart en Manneken Pis van Geraardsbergen of de 3 M's van Geraardsbergen worden er speciaal belicht, naast het erfgoed, de natuur en de recreatiemogelijkheden van de regio. De naam verwijst naar de permanentiedienst van de brandweer die in het verleden het gebouw betrok.

## Historiek
In het verleden was het gebouw gekend als de Gulden Cop, het vleeshuis of gildehuis van de slagers uit de middeleeuwen. In 1810 werd het pand heropgebouwd en dan gebruikt om graan op te slaan. De grote rondboogpoort en een tweede spiegelboogdeur in de gevel zijn in het straatbeeld verdwenen.
In de Permanensje zijn een aantal kostuums van Manneken Pis te zien en zijn origineel beeld uit 1459.

## Galerij

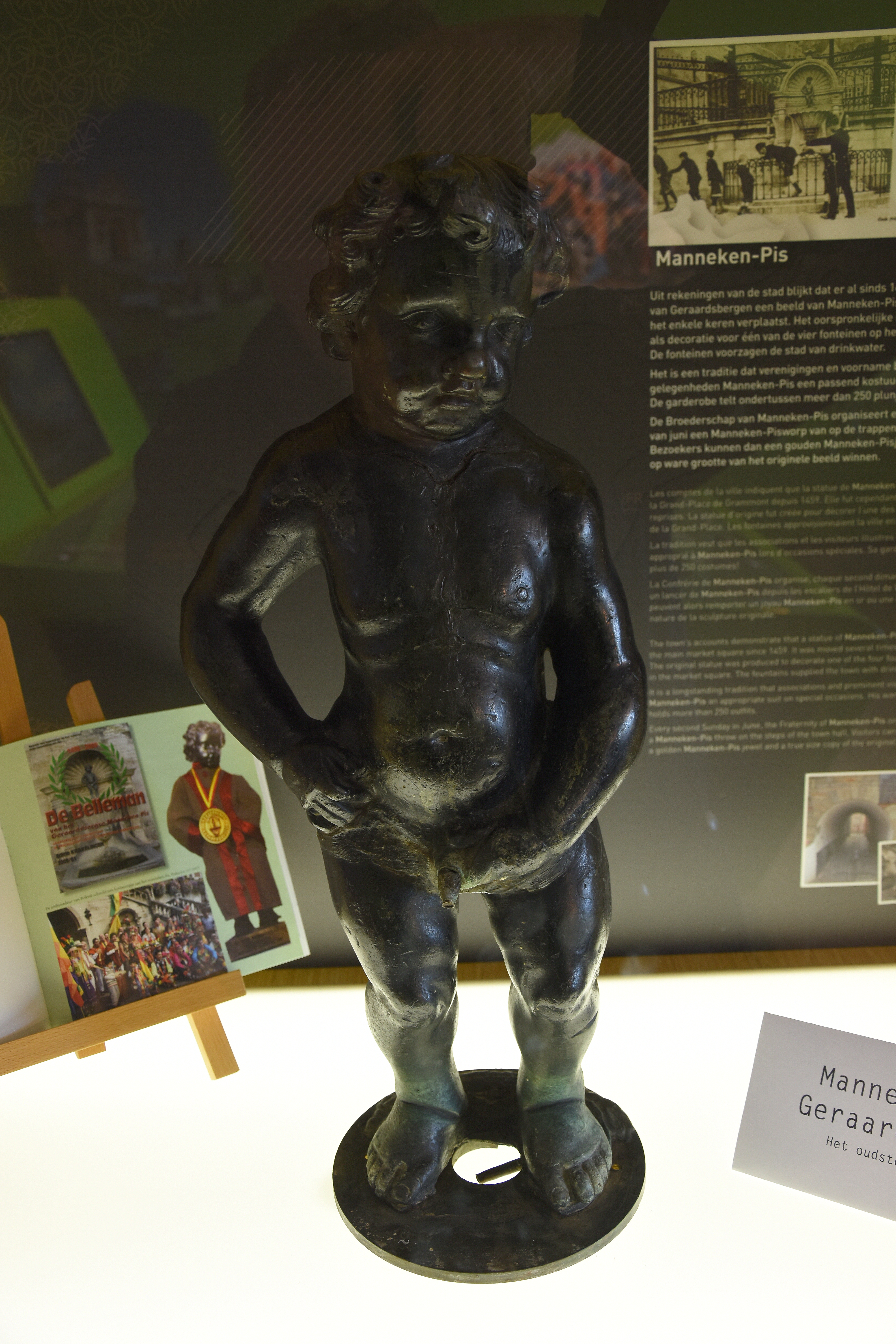
Het origineel beeld van Manneken Pis
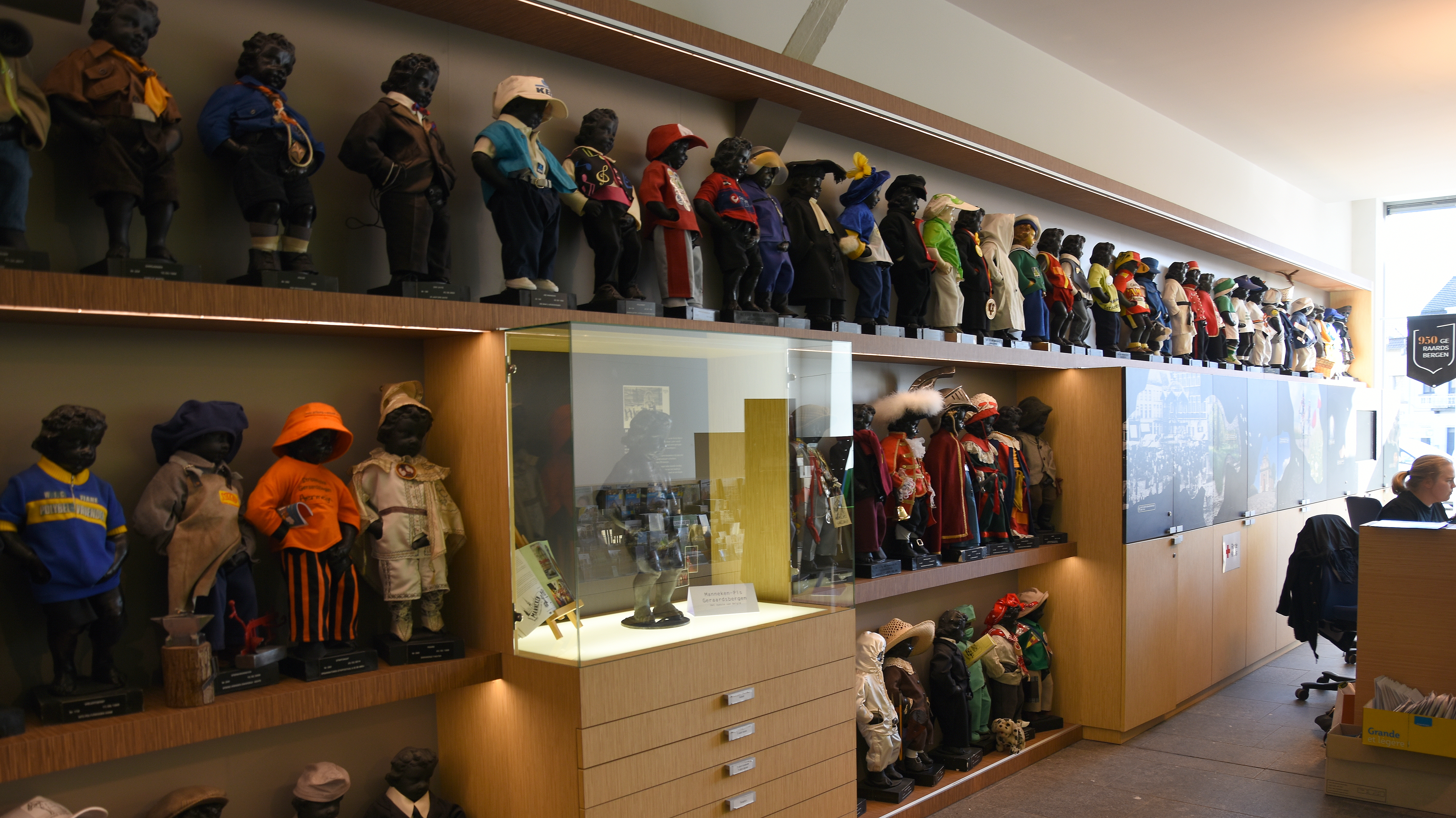
Kostuums van Manneken Pis
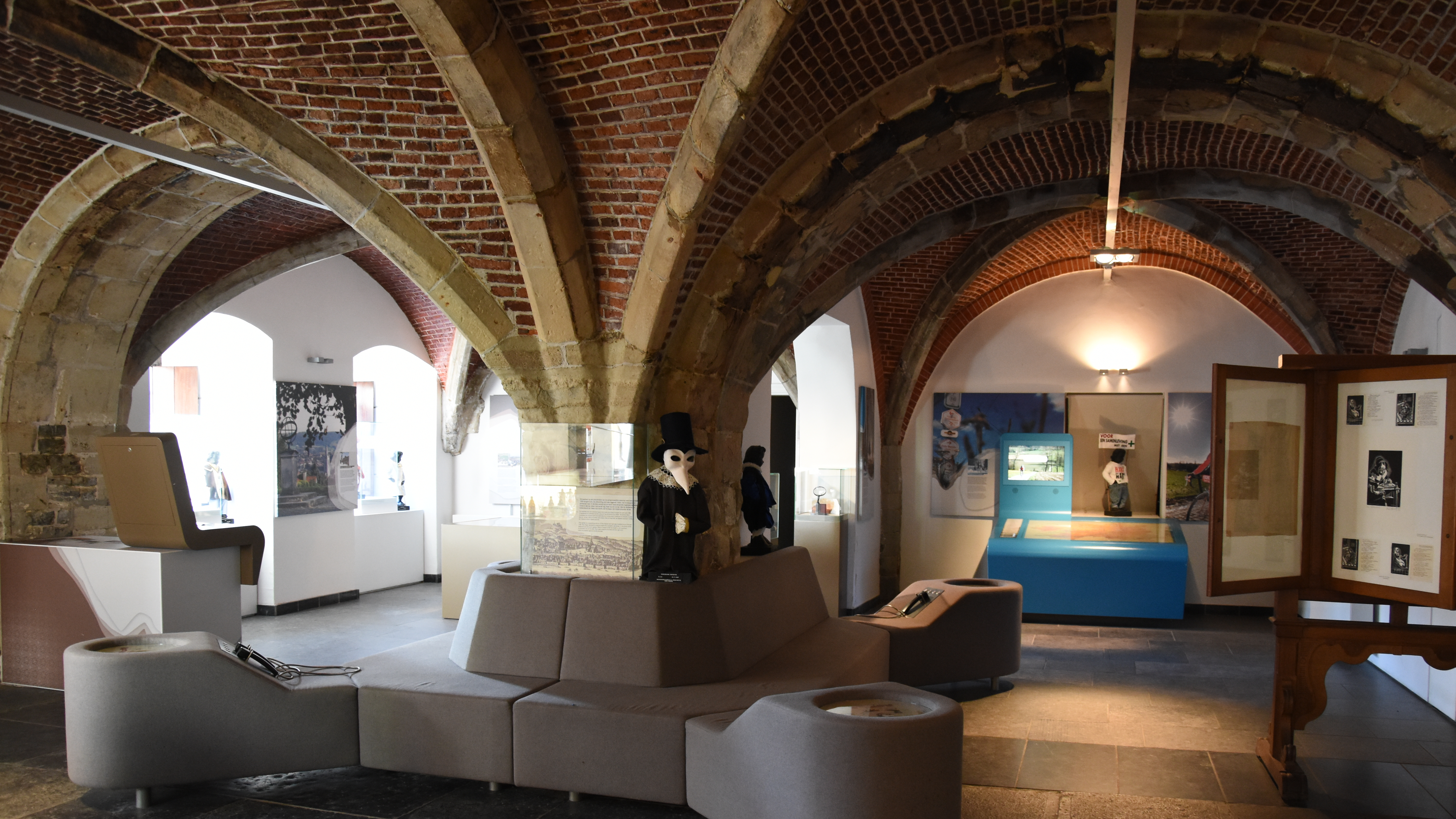
Het vleeshuis